# Discografia Nataliei Gliga
Discografia Nataliei Gliga cuprinde numeroase piese înregistrate la Electrecord și la Radio din 1968.

## Electrecord
| An   | Nr. Cat. și Titlu                           | Piese | Acompaniament          | Note                                                                           |
| ---- | ------------------------------------------- | --- | ---------------------- | ------------------------------------------------------------------------------ |
| 1968 | EPC 961 Vecină, dragă vecină                | 1.Vecină, dragă vecină 2. Ușurică-i dragostea 3. Lume, lume, dragă lume 4. Fusul | Orchestra George Vancu | Melodia numărul 4 i-a fost dată de cântăreața de muzică populară Rodica Bujor. |
| 1969 | EPC 10.020 Măi bădiță, bădișor              | 1. Măi bădiță, bădișor 2. Satul meu, grădină dulce 3. Hai bade să ne iubim 4. Când îl văd pe badea-n joc | Orchestra George Vancu |                                                                                |
| 1970 | EPC 10.176 Trec zilele omului               | 1. Trec zilele omului 2. Bade cu mustață neagră 3. Maică, măiculița mea 4. Bate vântul florile | Orchestra George Vancu |                                                                                |
| 1975 | 45 STM-EPC 10.435 Măi bădiță de-al tău drag | 1. Măi bădiță de-al tău drag 2. De-ar fi dorul ca dorul 3. Lume, lume, cum o duci 4. Ardea-i bade-n casă-nchisă 5. Dorul badii | Orchestra George Vancu | Maestru de sunet Vasile Sibana                                                 |
| 1979 | 45-EPC 10.616 Românie, țară dragă           | 1. Românie, țară dragă 2. Bate vântul florile 3. Ulița-i lungă și largă 4. Asta-i nana de la Cața | Orchestra George Vancu | Înregistrări Radio România                                                     |
| 1983 | EPE 02301 Lume, lume, dragă lume            | 1.Măi bădiță de-al tău drag 2. De-ar fi dorul ca dorul 3. Lume, lume, cum te duci 4. Ardea-i bade-n casă-nchisă 5. Dorul badii 6. Vecină, dragă, vecină 7. Ușurică-i dragostea 8. Lume, lume, dragă lume 9. Fusul 10. Românie, țară dragă 11. Bate vântul florile 12. Ulița-i lungă și largă 13. Asta-i nana de la Vața | Orchestra George Vancu |                                                                                |

## Biografie
- Natalia Gliga Discography Discogs https://www.discogs.com/artist/2403252-Natalia-Gliga
- Catalog Electrecord 1968

1. ↑  Catalog Electrecord 1968
2. ↑  Varianta 1
3. ↑  Înregistrări Radio România
4. ↑  Varianta 2
5. ↑  Titlul original al piesei este: Lume, lume, cum o duci.
6. ↑  Titlul inițial al piesei, din 1979, este Asta-i nana de la Cața.